# André Baran
André Ricardo Fantini Baran, (Brusque, 14 de fevereiro de 1991), é ex-tenista, e atual jogador profissional de Beach Tennis, atual número 1 do Brasil e 3 do mundo de acordo com o ranking da ITF.  

## Biografia
André Baran iniciou sua trajetória no tênis aos quatro anos de idade. Ele se dedicou intensamente ao esporte e tornou-se um atleta profissional, contando com a orientação de um dos maiores nomes do tênis, o renomado treinador Larri Passos. André Baran compartilhou as quadras com o famoso Guga Kuerten durante o Brasil Open em 2008.
Atualmente, André Baran representa a seleção brasileira de Beach Tennis, alcançando notáveis conquistas ao longo de sua carreira. No ano de 2019, ele sagrou-se Campeão na Copa do Mundo de Beach Tennis, sediada na Rússia, além de obter o título de Campeão Pan-Americano em Duplas Masculinas e Campeão em Duplas Mistas no torneio Aruba. No ano de 2019, ele conquistou a medalha de ouro na categoria mista nos ANOC World Beach Games, e uma medalha de Prata na categoria masculina em Doha, no Qatar.
No ano de 2020, o Beach Tennis promoveu o evento de premiação denominado "Oscar do Beach Tennis", no qual foram eleitos os melhores jogadores do ano anterior. André Baran foi agraciado nas categorias "Melhor Evolução" e "Melhor Saque" do Beach Tennis, recebendo reconhecimento por seu excepcional desempenho.
Em 2021, ele conquistou mais um título expressivo ao sagrar-se campeão na Copa do Mundo de Beach Tennis, realizada em território brasileiro. Além disso, obteve a vitória no Campeonato Pan-Americano na categoria de dupla mista, evento também realizado no Brasil. Ao final desse mesmo ano, André Baran firmou um contrato com o Praia Clube de Uberlândia, localizado no estado de Minas Gerais, demonstrando seu compromisso contínuo com a excelência esportiva.
No ano subsequente, em 2022, ele alcançou mais um conjunto de conquistas notáveis. Ficou na posição de vice-campeão na Copa do Mundo de Beach Tennis realizada no Brasil, sagrou-se campeão Pan-Americano em duplas masculinas na Argentina, e também obteve o título de campeão Pan-Americano em duplas mistas no mesmo país. Além disso, ao final desse mesmo ano, ele atingiu o ápice de sua carreira ao posicionar-se como o 3º melhor jogador de Beach Tennis do mundo, de acordo com o ranking do ITF, permanecendo nessa posição durante o período compreendido entre os dias 12 e 19 de dezembro de 2022.
Em, 2023, André Baran conquistou uma série de 9 títulos significativos. São eles: BT200 Garopaba, BT400 Macena Open, BT400 Aruba Open Beach Tennis Championships, Pan American Beach Tennis Championships, BT 400 Uberlândia, Sand Series Brasília, Sand Series Ribeirão Preto, BT 400 Abu Dhabi e BT 50 Aberto Alto Giro, André Baran recuperou sua posição como o 3º melhor atleta de Beach Tennis do mundo, de acordo com o ITF. André Bran finalizou o ano de 2023 com um total de 24 títulos conquistados, demonstrando sua dedicação incansável e excelência no esporte.
Em 2024, André Baran conta com 38 títulos ITF. Sendo conquistados esse ano: BT400 Arecibo, BT400 Tucuruí, vice campeão no torneio Sand Series Brasilia Classsic, Sand Series Gran Canaria Classic, Sand Series Ribierao Preto, BT400 Pure Beach, BT200 Viareggio.Entre os dias 4 e 8 de setembro de 2024, ocorreu o Campeonato Mundial de Beach Tennis, oficialmente conhecido como ITF Beach Tennis World Championships 2024. Na grande final, André Baran e seu parceiro Michele Cappelletti enfrentaram Nicolas Gianotti e Mattia Spoto em uma partida emocionante. Com parciais de 6-2, 2-6 e 10-6, Baran e Cappelletti conquistaram o título do torneio. Com essa vitória, André Baran se tornou o número 1 do ranking mundial de Beach Tennis e o primeiro brasileiro na categoria masculina a conquistar o título. 
Após o Mundial, André Baran seguiu em sua busca por mais vitórias, adicionando à sua coleção o título do BT400 Rio de Janeiro, o título Pan Americano (onde foi campeão tanto na categoria dupla quanto mista), e a vitória no Sand Series Aruba. Com isso, Baran segue a sua trajetória de sucesso, reafirmando sua posição de liderança no esporte.
Em 2025, André inicia o ano com 38 títtulos ITF. No BT400 Matinhos, fica vice campeão. 

## Títulos

### 2025
- BT400 Matinhos[36]

### 2024
- Sand Series Aruba[34]
- Pan American Beach Tennis Championships[33]
- BT400 Rio de Janeiro[32]
- ITF Beach Tennis World Championships 2024[31]
- BT200 Viareggio[30]
- BT400 Arecibo[24]
- BT400 Tucuruí[25]
- Sand Series Brasilia Classsic[26]
- Sand Series Gran Canaria Classic[27]
- Sand Series Ribierao Preto[28]
- BT400 Pure Beach[29]

### 2023
- BT200 Garopaba[14]
- BT400 Macena Open[15]
- BT400 Aruba Open Beach Tennis Championships[16]
- Pan American Beach Tennis Championships[17]
- BT400 Uberlândia[18]
- Sand Series Brasília Classic[37]
- Sand Series Ribeirão Preto[38]
- BT400 Abu Dhabi[39]
- BT50 Aberto Alto Giro[22]

### 2022
- BT400 Laguna[40]
- BT400 Valinhos[41]
- BT400 Balneário Rincão[42]
- BT200 Santos[43]

### 2021
- BT200 Garopaba[44]
- BT100 Porto Alegre[45]
- BT50 Biguaçu[46]

### 2020
- BT50 Porto Alegre[47]

### 2019
- Mormaii Garopaba Open de Beach Tennis[48]
- BC Open de Beach Tennis[49]
- Joao Pessoa Open De Beach Tennis 2
- MORMAII BRUSQUE OPEN DE BEACH TENNIS ITF $3,000
- Mormaii Curitiba[50]
- iBeachTennis Tour - Delray Beach[51]
- iBeachTennis Tour - Delray Beach[52]
- Mormaii Piçarras Open de Beach Tennis[52]
- Mormaii Piçarras Open de Beach Tennis[52]